# Zagato
Zagato (SZ DESIGN s.r.l.) är ett industridesign-konsult och teknikserviceföretag, beläget i Milanos utkanter, i centrum för Italiens modeindustri. 
Företagets lokaler upptar en yta om 23 000 kvadratmeter, varav 11 000 kvadratmeter under tak.
Företaget etablerades i slutet av första världskriget av Ugo Zagato. Han använde sig av konstruktionslösningar från flygindustrin på den expanderande marknaden för personbilar. Zagatos bilar hade avancerad formgivning och förknippades med låg vikt och utmärkt aerodynamik. Alfa Romeo, Fiat och Lancia insåg snart fördelarna med hans eleganta, strömlinjeformade design. Samarbetet som följde, ledde till en serie legendariska racerbilar, såsom Alfa Romeo 6C-1500 och -1750 Gran Sport, samt 8C-2300. 
Efter andra världskriget var Zagato involverad i den nya racingklassen GT-vagnar. Avantgardistisk formgivning, parat med låg vikt och strömlinjeform var de främsta egenskaperna hos Zagatos karosser till tidens ledande sportbilstillverkare Maserati, Alfa Romeo, Fiat, Lancia, Abarth, Ferrari och Aston Martin. Förutom de bilar som byggdes officiellt i små serier, byggde företaget dessutom exklusiva enstycksmodeller och prototyper åt andra märken, såsom Ford, Jaguar, MG, Rover, Volvo, Bristol och Rolls-Royce.
Idag leds Zagato av Andrea Zagato.

## Lista över bilar med Zagato-kaross
- 1927–1933: Alfa Romeo 6C
- 1931–1939: Alfa Romeo 8C
- 1946–1957: Maserati A6
- 1952–1954: Fiat 8V
- 1957–1963: Lancia Appia GT
- 1958: Bristol 406
- 1958–1967: Lancia Flaminia Sport

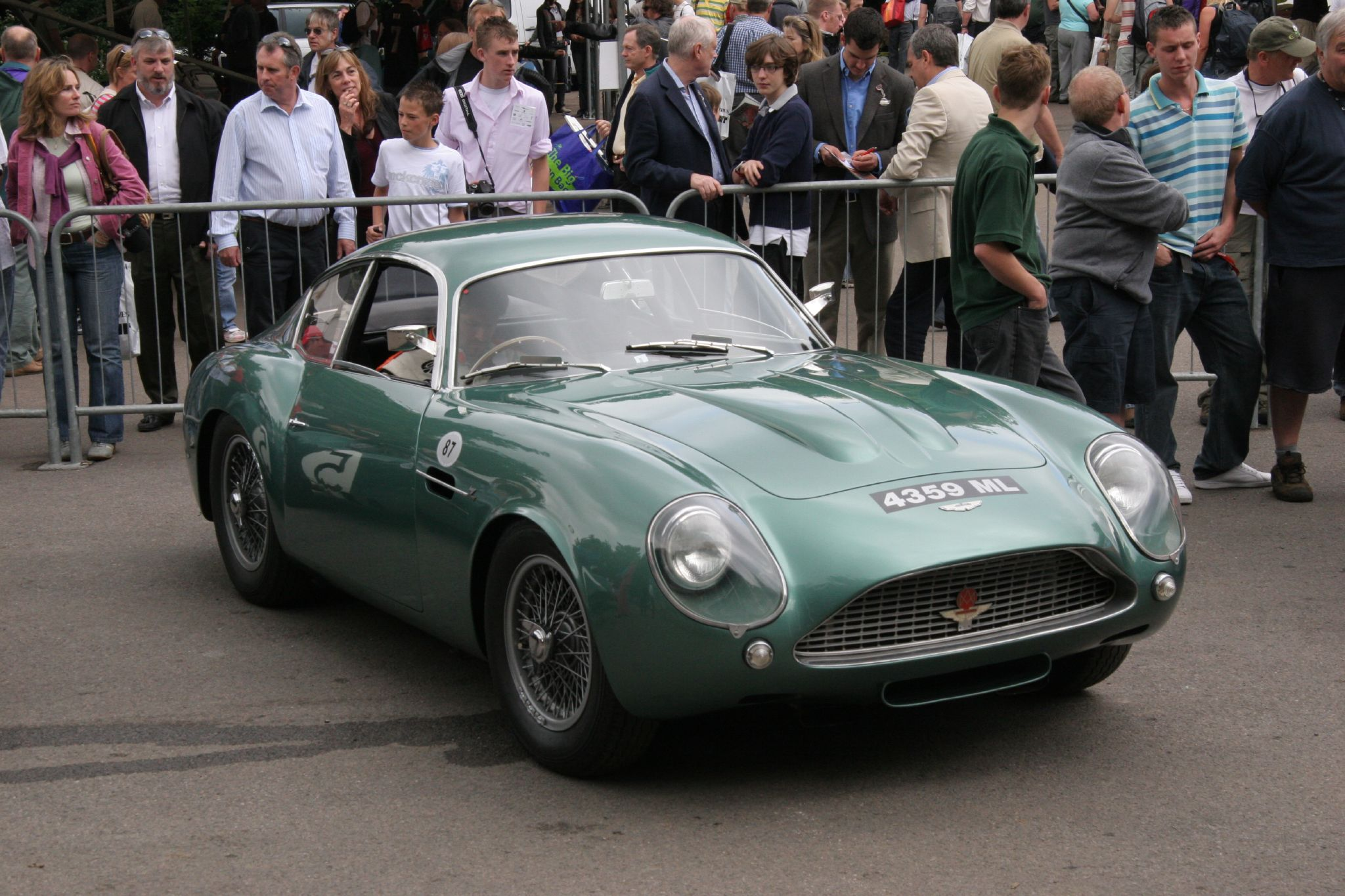
Aston Martin DB4GT Zagato

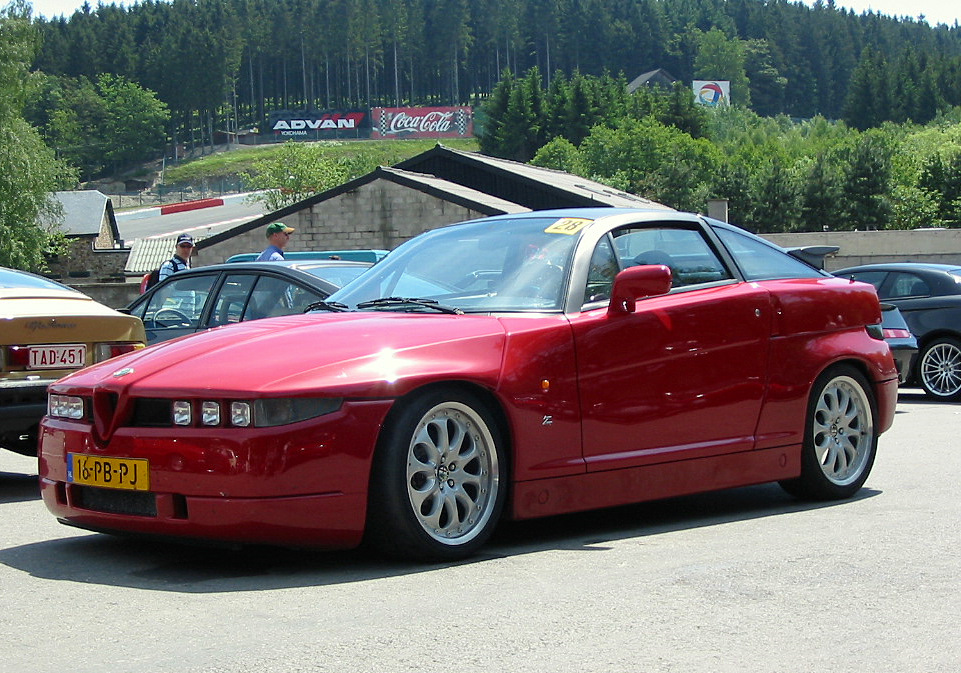
Alfa Romeo SZ

- 1960–1962: Alfa Romeo Giulietta SZ
- 1960: Aston Martin DB4 GT Zagato
- 1962–1975: Lancia Flavia Sport
- 1963–1967: Alfa Romeo Giulia TZ
- 1965–1967: Alfa Romeo 2600 Sprint Zagato
- 1966–1976: Lancia Fulvia Sport
- 1969–1975: Alfa Romeo Junior Zagato
- 1976–1984: Lancia Beta Spider
- 1984–1994: Maserati Biturbo Spider
- 1986–1990: Aston Martin V8 Zagato
- 1989–1993: Alfa Romeo SZ/RZ
- 2015: Thunder Power Sedan